# 大花万代兰
大花万代兰（学名：Vanda coerulea），为兰科万代兰属下的一个植物种。生于海拔1000-1600米的河岸或山地疏林中树干上。分布于印度东北部、缅甸、泰国。模式标本采自印度东北部。中国产云南南部（勐海、景洪）。